# Port Egmont

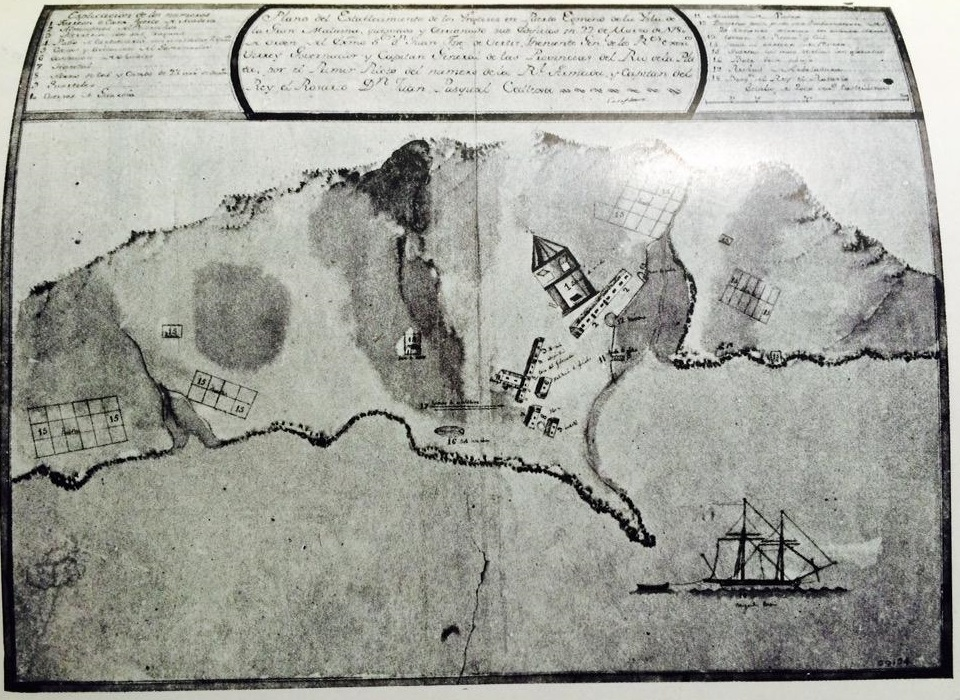
Mapa do local em 1780

Port Egmont (em espanhol: Puerto Egmont) foi o primeiro assentamento britânico nas Ilhas Malvinas, localizado na Ilha Saunders (em castelhano:  Isla Trinidad). O local foi batizado em homenagem ao Conde de Egmont.

## História
Port Egmont foi fundado em 25 de janeiro de 1765, por uma expedição liderada pelo Comodoro John Byron composta pelos barcos HMS Dolphin, HMS Tamar e HMS Florida. A expedição deixou um bebedouro e uma horta.
Outra expedição chegou cerca de um ano depois, em janeiro de 1766, liderada pelo capitão John MacBride, com os navios HMS Jason, HMS Carcass e HMS Experiment, que deram nome às Ilhas Carcass e Jaso. Isso era para garantir a posse, e McBride ordenou que um dos navios ficasse em Port Egmont e desenvolvesse o assentamento, resultando em vários edifícios permanentes e uma guarnição. MacBride, no comando do HMS Jason, realizou o primeiro levantamento hidrográfico das Malvinas em 1766 e descobriu várias ilhas menores, incluindo Weddell, Beaver eNovas ilhas na extremidade sudoeste do arquipélago. O gráfico baseado nessa pesquisa  foi um dos mais precisos para a época.

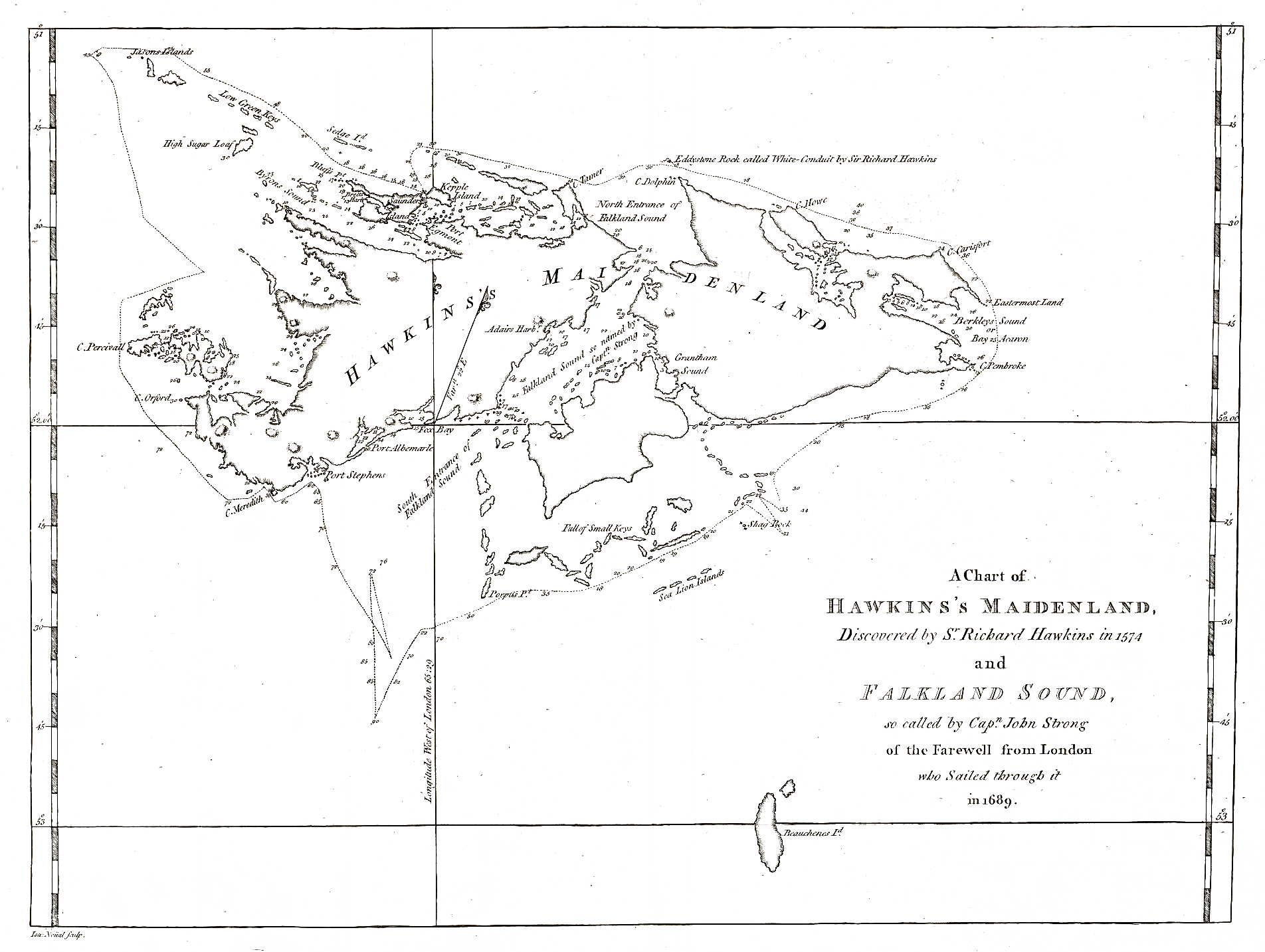
Na carta de MacBride, a rota do navio representada é a do HMS Jason em 1766

Os anos seguintes resultaram em reivindicações conflitantes com franceses e espanhóis, com os britânicos usando Port Egmont como base para suas reivindicações. No início de 1770, o comandante espanhol Don Juan Ignacio de Madariaga visitou brevemente Port Egmont. Ele voltou da Argentina em 10 de junho com cinco navios armados e 1 400 soldados, forçando os britânicos a deixar Port Egmont .
Em 1771, após ameaças de guerra com a Espanha, a colônia foi restabelecida pelo capitão John Stott com os navios HMS Juno, HMS Hound e HMS Florida, este último estando na fundação do assentamento original. O porto tornou-se uma importante parada para os navios que contornavam o Cabo Horn.
Em meados de maio de 1774, a Grã-Bretanha abandonou as Ilhas Malvinas. O motivo do abandono foi a promessa secreta da Grã-Bretanha à Espanha de abandonar as ilhas. Correspondências entre os embaixadores da Espanha e da França em Londres, bem como notas diplomáticas britânicas, declaravam explicitamente que a Grã-Bretanha abandonará as Ilhas Malvinas assim que a Espanha restaure a honra danificada pela expulsão britânica de Port Egmont. Em 1780, os prédios foram destruídos por ordem das autoridades espanholas.